# Hiroo Onada
Hiroo Onada (19. marts 1922 i Kamekawa, Wakayama, Japan - 16. januar 2014) var en japansk sekondløjtnant og efterretningsofficer i den japanske hær under anden verdenskrig. Onada formodes at være den japanske soldat, som kæmpede længst efter den japanske kapitulation. Han overgav sig først i 1974 efter at have tilbragt næsten tredive år i et jungleområde på Filippinerne.
Onada blev i december 1944 tilknyttet den 14. armés efterretningsafdeling, og her overdraget ledelsen af garnisonen på øen Lubang, hvor formålet var at indlede og fortsætte guerilla-aktioner mod de amerikanske styrker, som japanerne forventede ville angribe Lubang i den nærmeste fremtid. Han fik klare ordrer på, at han ikke måtte dø for egen hånd men skulle fortsætte krigsførelsen til det sidste, uanset hvor lang tid dette ville tage.
I april 1946 kapitulerede de sidste 41 japanere på Lubang, undtaget Onadas gruppe, som på dette tidpunkt bestod af vicekorpral Yuichi Akatsu, korporal Shoichi Shimada, vicekorporal Kinshichi Kozuka samt Onoda selv. 
Ved kapitulationen prøvede de amerikanske styrker og filippinske myndigheder at overtale Onada til overgivelse, men han anså dette for at være en krigslist. Gruppen var herefter de eneste tilbageværende soldater på Lubang.
Akatsu kapitulerede (deserterede skriver Onoda) i 1949. Shimada blev dræbt i 1954 og Kozuka i 1972 af filippinske soldater. Herefter fortsatte Onoda guerillakrigen alene til 1974, da den japanske student Norio Suzuki fik etableret kontakt til Onado og overbevist ham om, at kapitulationen var en realitet.
Den britiske progressive rockgruppe Camel blev inspireret af Hiroo Onadas liv og udgav i 1981 albummet Nude om Onada. 

## Ekstern henvisning og kilde
- 20th Century History, Hiroo Onada (engelsk) Arkiveret 9. juni 2010 hos  Wayback Machine